# Die Ratten
Die Ratten. Berliner Tragikomödie ist ein Drama in fünf Akten von Gerhart Hauptmann. Die Uraufführung fand am 13. Januar 1911 im Lessingtheater Berlin statt. Das Stück spielt in Berlin am Ende des 19. Jahrhunderts; Handlungsort ist eine ehemalige Kaserne (Alexanderstraße 10 / Ecke Voltairestraße, nahe dem Alexanderplatz). Sie wurde um 1880 von etwa 60 Familien bewohnt und im Volksmund „Wanzenburg“ genannt. Das Drama zählt zu den späten Stücken aus der Epoche des Naturalismus.
Der Literaturhistoriker Hans Mayer nannte Die Ratten den vielleicht „wichtigsten Beitrag Gerhart Hauptmanns zum modernen Welttheater“, wobei es sich um „eine Großstadtdichtung ganz eigentümlicher Art [handele], die das Geschehen im Berliner Mietshaus stark in die Nähe expressionistischer Großstadtdichtung rückt“.

## Zusammenfassung

Verlagseinband des Erstdrucks 1911

Seitdem die Putzfrau Henriette John ihren kleinen Sohn Adelbert  bereits im Alter von acht Tagen verloren hat, weil er, in ärmliche und unhygienische Verhältnisse geboren, an Brechdurchfall erkrankt war und starb, wünscht sie sich nichts sehnlicher als ein zweites Baby. Als drei Jahre darauf das Dienstmädchen Pauline Piperkarcka ein uneheliches Kind erwartet und sich deswegen umbringen will, beruhigt Frau John die werdende Mutter, indem sie ihr das Baby für „einhundertdreiundzwanzig Mark“ (ihre gesamten Ersparnisse) abkauft und später vor aller Welt, auch vor ihrem auswärts als Maurerpolier arbeitenden Mann, als ihr eigenes ausgibt. Pauline jedoch bereut das „Geschäft“ bald, denn sie fürchtet, die Behörden könnten den Schwindel aufdecken. Sie meldet ihr Kind auf dem Standesamt an und nennt Frau John als Pflegemutter. Als Frau John, mit dieser Information konfrontiert, den Verlust „ihres“ Kindes befürchtet, versucht sie, Pauline zu betrügen, indem sie ihr das todgeweihte Baby der Morphinistin Knobbe unterschiebt. Frau Johns gewalttätiger Bruder Bruno soll Pauline einschüchtern und davon abhalten, über den „Handel“ zu reden, tötet diese jedoch, als sie sich gegen ihn zur Wehr setzt. Frau John verstrickt sich in ein Netz von Lügen und muss schließlich ihrem Mann die Wahrheit gestehen. Dieser fühlt sich in seiner Ehre gekränkt und will seine Frau sofort verlassen, obwohl nicht zuletzt er es war, der sich immer ein zweites Kind gewünscht hat und den sie deshalb nicht enttäuschen wollte. Als die Polizei erscheint und das Kind ins Waisenhaus bringen will, erkennt Frau John die Aussichtslosigkeit ihrer Lage und wirft sich vor einen Pferdebahnwagen. Das Fazit der Umgebung lautet: „Erst jetzt hat das Kind seine Mutter verloren“ (Spitta), es ist eine „von aller Welt verlassenen Waise geworden“ (Frau Dir. H.), „det jeht jetzt ooch zujrunde“ (Quaquaro) wie so viele andere seines Milieus.
Parallel zu dieser „proletarischen“ Muttertragödie, die Motive des Brechtschen Lehrstücks Der Kaukasische Kreidekreis vorwegnimmt, verläuft ein entgegengesetzter, satirisch überspitzter „bürgerlicher“ Handlungsstrang. Dessen Komödienszenen sind zwar dramaturgisch zweitrangig, komplettieren jedoch das Zeitbild des wilhelminischen Berliner Milieus, das Hauptmann sozialkritisch durchleuchtet, indem er die existentiellen Ängste des Kleinbürgertums bzw. Proletariats den ästhetisch verklärten Ansprüchen der Bourgeoisie gegenüberstellt.
Der selbstherrliche und scheinheilige Theaterdirektor Hassenreuter hat im von „Ungeziefer und Ratten“ heimgesuchten Dachgeschoss des von Frau John und ihrem Mann bewohnten Mietshauses seinen Theaterfundus untergebracht, wo er einigen Schauspielschülern das Pathos und die hohe Moral des Schillerschen Idealismus predigt, während er sich gleichzeitig mit Alice, einer seiner Elevinnen, vergnügt. Erich Spitta, der Geliebte von Hassenreuters Tochter Walburga und ein schüchterner ehemaliger Theologiestudent, der des hohlen Predigertons wegen die Fakultät gewechselt und im Theaterstudium mehr Natürlich- und Menschlichkeit gesucht hat, sieht sich nun vom „sonoren Bombast“ der deutschen Klassik gleichfalls enttäuscht. Mit den grotesken Proben zu Schillers Die Braut von Messina im Mietshausspeicher führt Hauptmann die herkömmliche klassizistische Vorstellung vom Theater und dessen Beziehung zur Gesellschaft ad absurdum und plädiert stattdessen – besonders im Streitgespräch (3. Akt) zwischen Schüler (Spitta) und Lehrer (Hassenreuter) – für den Realismus des neuen naturalistischen Dramas.

## Inhaltsangabe

### Erster Akt
Der erste Akt spielt im Dachgeschoss des Mietshauses, in dem das gesamte Stück spielt. Frau John und Pauline Piperkarcka sitzen zusammen an einem Tisch und führen eine Diskussion. Die junge Frau Piperkarcka wurde von ihrem Geliebten, von dem sie hochschwanger ist, verlassen. Sie ist völlig verzweifelt, da sie nicht weiß, wie sie alleine das uneheliche Baby aufziehen soll. Aufgrund der Umstände kann sie nicht auf die Hilfe ihrer Eltern oder die des Vaters hoffen. Sie erwägt, sich mit dem Fötus umzubringen, wird aber von Frau John davon abgehalten. Diese, deren einziges Kind bereits als Baby gestorben ist, schlägt ihr vor, das Kind aufzuziehen und bietet ihr dafür Geld. So hätten sie und ihr Mann wieder ein „eigenes“ Kind und Frau Piperkarcka hätte keine gesellschaftliche Ausgrenzung zu befürchten. Außerdem sei das Neugeborene in sicheren Händen.
Frau Johns Bruder Bruno Mechelke kommt herein und stellt in der Wohnung, in der wie im gesamten Mietshaus katastrophale hygienische Zustände herrschen, Mausefallen auf. Frau Piperkarcka ängstigt sich aufgrund seines ungepflegten Aussehens vor ihm, sodass Frau John ihn aus dem Raum schickt. Kurze Zeit später betritt er aber wieder das Zimmer und sagt, dass jemand Fremdes das Haus betreten hat. Da der Kindeshandel natürlich geheim bleiben soll, wird Frau Piperkarcka auf den Dachboden geschickt, Frau John und Bruno bleiben alleine im Raum und streiten miteinander. Als die Schritte lauter werden, verschwindet auch Bruno auf den Dachboden.
Walburga Hassenreuter, die Tochter des Direktors, die sich im Dachgeschoss eigentlich mit ihrem heimlichen Geliebten Spitta treffen möchte, erscheint und trifft auf Frau John. Als man abermals Schritte hört, verschwinden auch die beiden auf dem Dachboden, da sie sich alle an dem Sonntag eigentlich nicht im Raum bzw. dem Theaterfundus befinden sollten. Direktor Harro Hassenreuter und der Schauspieler Nathanael Jettel betreten den Raum. Jettel möchte sich aus Hassenreuters Fundus Kostüme ausleihen. Die beiden geraten allerdings aufgrund von Hassenreuters Arroganz gegenüber Jettel in einen Streit, sodass letzterer wutentbrannt das Gebäude verlässt.
Hassenreuter bleibt im Raum und begrüßt die Schauspielerin Alice Rütterbusch, mit der er eine Liebesaffäre hat. Die beiden werden durch Erich Spitta unterbrochen, der an der Tür klingelt. Alice versteckt sich in der angrenzenden Bibliothek. Spitta, der sich eigentlich mit seiner Geliebten Walburga verabredet hatte, trifft nun auf den Direktor. Er fragt ihn, ob er Talent zum Schauspielern habe. Dieser verneint vehement und rät ihm, bei der Theologie, die er studiert, zu bleiben. Die beiden verlassen darauf das Gebäude. Währenddessen hat Frau Piperkarcka (vermutlich) ihr Kind auf dem Dachboden geboren. Walburga steigt vom Dachboden herab und geht ab. Direktor Hassenreuter betritt wieder den Raum und gesellt sich zu Alice.

### Zweiter Akt
Herr und Frau John befinden sich in ihrer Wohnung im Mietshaus. In einem Kinderwagen liegt das Kind, welches Frau John, auch ihrem Mann gegenüber, als das Ihre ausgibt. Herr John, der das Kind beim Standesamt gemeldet hat, berichtet, dass er die Angaben noch einmal korrigieren müsse. Die beiden streiten sich aufgrund dessen. Die Tochter der Nachbarin Frau Knobbe, Selma, betritt mit ihrem Brüderchen im Kinderwagen den Raum. Frau John schickt die beiden aber schnell wieder hinaus, da sie Angst davor hat, dass das kranke Kind der Frau Knobbe ihr „eigenes“ ansteckt.
Herr und Frau Hassenreuter und ihre Tochter Walburga treten ein und schenken den Johns einen Apparat zum Sterilisieren von Muttermilch. Käferstein und Dr. Kegel, beide Schüler Hassenreuters, kommen hinzu und schenken dem Ehepaar eine Spardose. Alle stoßen auf das Neugeborene an. Spitta betritt den Raum, kurz darauf machen sich Dr. Kegel und Käferstein mit Herrn Hassenreuter auf zum Schauspielunterricht. Spitta eröffnet Walburga, dass er sich fortan dem Schauspiel widmen will und nicht mehr die Laufbahn eines Pfarrers verfolgt. Seinem Vater, Pastor Spitta, habe er versucht, in einem langen Brief seine Beweggründe zu erläutern. Er gesteht ihr auch, dass er mit dem Vater schon seit langem innerlich gebrochen hat, v. a. wegen dessen Unbarmherzigkeit seiner Schwester gegenüber, die nach einem Fehltritt verstoßen und in den Tod getrieben worden war. Walburga erzählt Spitta, dass sie seit ihrem geplatzten Treffen von der Affäre ihres Vaters weiß. Pauline Piperkarcka betritt den Raum, während Walburga und Spitta abgehen.
Pauline möchte nach ihrem Kind sehen, wird aber von Frau John hart abgewiesen. Diese gibt zunächst vor, sie nicht zu kennen. Dabei durchläuft sie einen steten Wechsel der Gefühle: Einerseits kann sie Paulines Sehnsucht nach dem Kind verstehen, andererseits hat sie selbst Angst, dass es ihr wieder weggenommen wird. Sie ohrfeigt die Piperkarcka, entschuldigt sich dann aber wieder, scheint einem Wechsel der Persönlichkeit zu unterliegen. Pauline eröffnet ihr, dass sie das Kind ebenfalls, so wie auch Herr John, auf dem Standesamt angemeldet habe und dass am nächsten Tag um fünf Uhr ein Beamter vorbeikommen werde, um nach dem Rechten zu sehen. Die Piperkarcka geht ab und hinterlässt eine vollkommen aufgelöste Frau John.

### Dritter Akt
Der dritte Akt spielt wieder im Dachgeschoss des Mietshauses. Direktor Hassenreuter gibt seinen Schülern Dr. Kegel, Käferstein und nun auch Spitta Schauspielunterricht. Walburga und der Hausmeister Quaquaro sind ebenfalls anwesend. Es wird Schillers „Die Braut von Messina“ geprobt. Direktor Hassenreuter, der einen konservativen Schauspielstil nach Schiller und Gustav Freytag pflegt, ist unzufrieden mit der Vortragsweise seiner Schüler. Der beisitzende Quaquaro wird beauftragt, Hassenreuters Theaterfundus genauer zu durchsuchen, da vor kurzem ein Diebstahl festgestellt wurde.
Unterdessen ist zwischen Hassenreuter und Spitta ein Streit entbrannt, da die beiden vollkommen unterschiedliche Vorstellungen vom Schauspiel haben. Spitta, der die Meinung vertritt, jeder Mensch könne schauspielern, und die klassische Dramentheorie negiert, wird so zum entschiedenen Widerpart Hassenreuters. – Inzwischen kommen Frau John und Quaquaro wieder herein. Dieser hat auf dem Dachboden einen Reitstiefel gefunden, in dem ein Milchfläschchen versteckt ist. Frau John beeilt sich zu erklären, dass sie dieses dort vergessen habe, als sie mit dem Baby oben gewesen sei. Sie wirkt jedoch etwas verwirrt und kündigt an, für einige Tage mit dem Kind zu ihrer Schwägerin aufs Land fahren zu wollen. – Nun klingelt es und Pastor Spitta, Erichs Vater, erscheint und schildert Hassenreuter seine Bedenken bezüglich der Berufswahl seines Sohnes, da dieser ja anstatt Pfarrer Schauspieler werden möchte, was für den Vater kein ehrenhafter Beruf ist. Er fordert vom Direktor, dieses Vorhaben nicht zu unterstützen. Aufgebracht zeigt er ihm ein Foto mit Widmung, das er in Erichs Zimmer gefunden hat. Auf diesem ist Walburga zu sehen, und so fliegt die Liebschaft der beiden auf. Pastor Spitta und Hassenreuter geraten darauf in einen Streit, worauf der erstere die Wohnung verlässt. Direktor Hassenreuter konfrontiert Walburga und Erich Spitta mit seiner neuen Erkenntnis, er droht dabei Walburga mit dem Hinauswurf, falls sie Spitta nicht den Laufpass gibt, worauf die Tochter mit dem Wissen um seine eigene Affäre kontert.
Die Piperkarcka und Frau Kielbacke, eine gewerbliche Pflegemutter, betreten den Raum mit einem Säugling im Arm und verlangen nach Frau John, da der Beamte vom Standesamt da war, um das Kind zu begutachten und dieses für vernachlässigt hielt. Es kommt dabei zur Sprache, dass Frau John das Kind in Pflege hat, es aber allein in der Wohnung war. Pauline, die sich bei Frau John beschweren will, berichtet in ihrer Aufregung von dem „Kindeshandel“, Hassenreuter hält das alles aber für eine Verwechslung. In Wirklichkeit handelt es sich bei dem kränklichen Kind um das der Nachbarin Knobbe, das Pauline Selma aus dem Arm genommen hat. Schutzmann Schierke sowie Frau Knobbe kommen hinzu und eine heftige Diskussion entbrennt. Beide Frauen behaupten, die Mutter des schwachen Kindes zu sein, wobei Frau Knobbe ihren tragischen Lebensweg beklagt. Währenddessen bemerkt die junge Walburga, dass das Kind bereits gestorben ist. Schierke, Frau Kielbacke, Frau Knobbe und Frau Piperkarcka gehen ab.

### Vierter Akt
Herr John und Quaquaro befinden sich in der Wohnung der Johns. Herr John, der gerade erst von seiner Arbeit in Hamburg zurückgekommen ist, erzählt seinem Gast, dass Frau John mit dem Kind bei ihrer Schwester sei. Quaquaro klärt den unwissenden Herrn John darüber auf, dass drei Personen in seiner Wohnung nach einem Kind gesucht hätten, das angeblich bei seiner Frau in Pflege sei, dass sie Frau Knobbes Kind mitgenommen hätten und dieses kurz darauf gestorben sei. Eine der drei sei ein polnisches Mädchen gewesen, das Anspruch auf das Kind erhoben hätte. Selma bestätigt ihm, dass es um ihr Brüderchen gegangen sei. Weiter berichtet Quaquaro, dass Bruno, Frau Johns Bruder, mit dem polnischen Mädchen gesehen wurde, diese nun aber verschwunden sei und er von der Polizei gesucht werde. Spitta kommt herein und berichtet, dass es seit dem gestrigen Streit zwischen ihm und seinem Vater zum endgültigen Bruch gekommen sei. Walburga tritt auf und ist mit Spitta alleine im Zimmer. Sie erzählt ihm, dass wegen ihrer Liebschaft innerhalb ihrer Familie ebenfalls ein heftiger Streit entbrannt sei und ihr Vater mit Drohungen und Gewalt versuche, sie von ihm fernzuhalten. Spitta, der von seinem Vater sowie der Kirche wegen ihrer Scheinheiligkeit abgrundtief enttäuscht ist, ist nun, ebenso wie Walburga, fest entschlossen durchzubrennen.
Eine stark verwirrte Frau John mit Kind tritt ein und murmelt vor sich hin. Spitta und Walburga verlassen daraufhin den Raum. Herr John betritt die Wohnung und Frau John erwacht aus ihrem tranceartigen Zustand. Dennoch findet zwischen den beiden keine klare Unterhaltung statt, da Frau John sehr ängstlich und durcheinander ist. Die beiden unterhalten sich über die frühen Jahre ihrer Beziehung und ein mögliches Auswandern in die USA. Insgesamt bleibt die Konversation aber sehr bruchstückhaft. Bruno kommt herein. Herr John, der Bruno nicht ausstehen kann, bedroht ihn mit einem Revolver. Frau John beschwichtigt die beiden und ihr Mann verlässt darauf den Raum.
Bruno, der von Frau John beauftragt wurde, die Piperkarcka einzuschüchtern, sodass sie nicht mehr nach ihrem Kind fragt, erzählt nur zögernd, wie der gestrige Abend ablief.  Pauline, die von Bruno mit einem Messer bedroht wurde, wehrte sich, sodass Bruno sie im Affekt tötete. Frau John gibt ihrem Bruder Geld, damit er aus Deutschland und vor der Polizei flüchten kann. Bruno schenkt seiner Schwester zum Abschied ein Hufeisen. Frau John ist am Ende des Aktes über die Entwicklung der Dinge völlig verzweifelt.

### Fünfter Akt
Der fünfte Akt spielt ebenfalls in der Wohnung der Johns. Das Mietshaus wurde von Polizisten abgesperrt, die niemanden mehr hinauslassen. Walburga und Spitta betreten den Raum, während Frau John auf dem Sofa schläft. Frau Hassenreuter tritt ein. Sie ist streng gegenüber Walburga, aber dennoch sehr froh, die beiden unversehrt anzutreffen. Frau John, die bereits vorher im Schlaf geredet hat, wacht auf, ist aber weiterhin stark verwirrt und ruft nach Bruno. Als sie wieder zu sich kommt, hat sie Angst, dass die Beistehenden etwas von ihrer oder Brunos Tat mitbekommen haben.
Direktor Hassenreuter betritt die Wohnung. Er ist gegenüber Walburga und Spitta milde gestimmt, da seine Frau ihn zu beschwichtigen wusste und er außerdem  zum Theaterdirektor in Straßburg ernannt wurde. Allerdings steht in den Zeitungen, dass es einen Kindsfund auf dem Dachboden eines Maskenverleihers gegeben habe, was ihn kränkt. Herr John kommt und sagt, dass seiner Vermutung nach die Polizisten Brunos wegen das Haus umstellt haben. Er hat mitbekommen, dass Frau John nicht bei ihrer Schwägerin war, wie sie ihm gesagt hatte, sondern sich in einer Gartenkolonie aufgehalten hat, und ist davon überzeugt, dass Bruno die Piperkarcka umgebracht hat. Seine Frau bestreitet das wider besseres Wissen.
Die beiden geraten in einen heftigen Streit. Herr Hassenreuter versucht zu beschwichtigen und zu vermitteln. Der Streit artet jedoch aus, sodass Frau John schließlich ihrem Mann eröffnet, dass er nicht der Vater des Kindes ist. Herr John ruft nach Selma Knobbe, da er nur noch verschwinden und das Kind mit ihrer Hilfe zu seiner Schwester bringen will. Selma erscheint, voller Angst, vor Gericht zu kommen, weil sie das Kind der Piperkarcka vom Dachboden zu Frau John getragen hat. Sie verplappert sich und deutet an, dass es eine Verabredung zwischen ihr und Frau John bezüglich des Kindes gegeben hat. In die Enge getrieben, gesteht sie den wahren Ablauf und sagt Frau John die Wahrheit ins Gesicht. Daraufhin gesteht diese ihrem Mann, dass sie tatsächlich kein eigenes Kind habe. Herr John ist in seiner Ehre gekränkt und verzweifelt. Sie beschimpfen einander aufs übelste. Als Quaquaro und Schutzmann Schierke hereinkommen, reißt Frau John das Kind an sich und droht, es und sich selbst umzubringen. Hassenreuter und Spitta entreißen ihr das Kind, worauf Frau John aus der Wohnung flieht. Selma, der Schutzmann und Herr John, der sich nun doch Sorgen um seine Frau macht, eilen ihr nach. Kurz darauf stürmt Selma Knobbe herein und berichtet, dass Frau John Selbstmord begangen habe.

## Hintergrund
Am 13. Februar 1907 erschien in der Morgenausgabe des Berliner Lokal-Anzeigers ein Artikel über „zwei Fälle von Kindesunterschiebung“. Im zweiten Fall ging es um eine Elisabeth M., die seit 1903 verheiratet war, deren Ehe jedoch kinderlos geblieben sei. M. täuschte ihrem Mann monatelang eine Schwangerschaft vor, bis sie das Kind eines Dienstmädchens als ihr eigenes ausgab. Dieses Kind hatte allerdings bereits von einem Lehrer einen Vormund erhalten, der beim Ehepaar M. eintraf. Um das Kind behalten zu können, entführte M. ein gleichaltriges Kind, um dieses dem Lehrer unterzuschieben. Die Entführung sprach sich schnell herum und sorgte für eine große Menschenmasse vor dem Haus des Opfers. Der Fall konnte am selben Tag von der Polizei geklärt werden und M. wurde schlussendlich zu einer Woche Gefängnis verurteilt. In Hauptmanns Tagebuch findet sich am 13. Februar 1907 ein Eintrag, der Bezug auf diesen Fall nimmt.

## Wichtige Inszenierungen
- 1932: Münchner Kammerspiele, Regie: Otto Falckenberg, mit Therese Giehse als Frau John
- 1976: Freie Volksbühne Berlin, Regie: Rudolf Noelte, mit Cordula Trantow als Frau John, Lena Stolze als Walburga
- 2007: Deutsches Theater Berlin, Regie: Michael Thalheimer, mit Constanze Becker als Frau John
- 2013: Residenztheater München, Regie: Yannis Houvardas, mit Valery Tscheplanowa als Frau John

## Verfilmungen
- 1921: Die Ratten, Regie: Hanns Kobe, mit Lucie Höflich, Emil Jannings, Blandine Ebinger, Eugen Klöpfer
- 1955: Die Ratten, Regie: Robert Siodmak, mit Maria Schell, Curd Jürgens, Heidemarie Hatheyer, Gustav Knuth
- 1959: Die Ratten, Regie: John Olden, mit Charlotte Kramm, Edith Hancke, Elisabeth Flickenschildt, Gisela von Collande
- 1969: Die Ratten, Regie: Peter Beauvais, mit Inge Meysel, Reinhard Kolldehoff, Sabine Sinjen, Uwe Friedrichsen
- 1978: Die Ratten, Regie: Rudolf Noelte, mit Cordula Trantow, Günter Lamprecht, Gottfried John, Will Quadflieg (ZDF-Produktion)

## Hörspiele
- 1962: Die Ratten, Regie: Hans Lietzau, mit Fritz Tillmann, Lu Säuberlich, Charlotte Joeres, Ernst Wilhelm Borchert
- 1964: Die Ratten, Regie: Walter Ohm, mit Heidemarie Hatheyer, Hanns Ernst Jäger, Lina Carstens, Heidi Treutler
- 1976: Die Ratten, Regie: Werner Grunow, mit Walfriede Schmitt, Erik S. Klein, Jutta Wachowiak, Jörg Gudzuhn

### Textausgaben
- Gerhart Hauptmann. Die Ratten. Berliner Tragikomödie. Taschenbuch-Ausgabe bei Ullstein.
- Gerhart Hauptmann. Die Ratten. Berliner Tragikomödie. Kommentierte Ausgabe. Hrsg. von Peter Langemeyer. Stuttgart: Reclam, 2017 (UB 18873).

### Forschungsliteratur
- Werner Bellmann: „Rinnsteinsprache. Anmerkungen zu Hauptmanns ‚Die Ratten‘.“ In: Wirkendes Wort 37, 1987, S. 265–268.
- Werner Bellmann: Gerhart Hauptmann. „Die Ratten“. Erläuterungen und Dokumente. Reclam, Stuttgart 1990, durchgesehene und ergänzte Ausgabe 2008. ISBN 3-15-008187-4
- Claus Gigl: Gerhart Hauptmann: Die Ratten". Schöningh Verlag 2012 (Interpretationshilfen EinFach Deutsch...verstehen)
- Friedhelm Marx: „Schiller ganz anders. Gerhart Hauptmanns Spiel mit der Weimarer Klassik in der Tragikomödie ‚Die Ratten‘“. In: Zeitschrift für deutsche Philologie 115, 1996, S. 122–136.
- Michael Schaudig: Literatur im Medienwechsel. Gerhart Hauptmanns Tragikomödie „Die Ratten“ und ihre Adaptionen für Kino, Hörfunk und Fernsehen. München 1992.
- Gérard Schneilin: „Zur Entwicklung des Tragikomischen in der Berliner Dramaturgie: Gerhart Hauptmanns ‚Ratten‘ und Sternheims ‚Bürger Schippel‘“. In: Revue d'Allemagne 14, 1982, S. 297–312.
- Peter Sprengel: „Gerhart Hauptmann: ‚Die Ratten‘. Vom Gegensatz der Welten in einer Mietskaserne“. In: Dramen des Naturalismus. Interpretationen. Stuttgart 1988, ISBN 3-15-008412-1, S. 243–282.
- Brigitte Stuhlmacher: „Vom Teil zum Ganzen. Gerhart Hauptmanns ‚Ratten‘“. In: Zeitschrift für Germanistik 4, 1983, S. 5–24
- Rudolf Ziesche: „Mutter John und ihre Kinder. Zur Vor- und Textgeschichte der ‚Ratten‘“. In: Peter Sprengel, Philip Mellen (Hrsg.): Hauptmann-Forschung. Neue Beiträge. Frankfurt am Main 1986, S. 225–248.
- Rüdiger Bernhardt: Gerhart Hauptmann: Die Ratten. Königs Erläuterungen und Materialien (Bd. 284). Hollfeld 2010. ISBN 978-3-8044-1862-2